# Quando noi morti ci risvegliamo
Quando noi morti ci risvegliamo (Når vi døde vågner) o Quando noi morti ci destiamo è l’ultima opera teatrale del drammaturgo norvegese Henrik Ibsen, scritta tra il febbraio e il novembre 1899 e andata in scena in prima assoluta a Londra nel dicembre dello stesso anno, in forma di lettura.

## Trama
Primo atto
In una spa che ci affaccia su un fiordo, lo scultore Arnold Rubek e sua moglie Maia stanno leggendo il giornale sorseggiando champagne. Anche se la conversazione ha toni leggeri, Arnold esprime una certa insoddisfazione per come la sua vita sta andando e anche Maia non è soddisfatta della sua vita. Il manager dell'hotel arriva con altri ospiti per assicurarsi del benessere dei Rubek, ma viene interrotto da una misteriosa donna in bianco e da una suora vestita di nero al suo seguito. Arnold sperimenta una misteriosa attrazione nei suoi confronti: il manager non riesce a fornirgli molte informazioni su di lei, anche perché sta cercando di evitare Ulfheim, che vuole che la colazione venga servita ai suoi cani da caccia. Ulfheim si presenta ai Rubenk, prendendoli bonariamente in giro per il loro piano di fare una crociera invece che scalare la montagna (come Maia vorrebbe): lui vuole raggiungere la cima della montagna per andare a caccia di orsi e invita la coppia a unirsi a lui.
Maia si unisce a Ulfheim per guardare i cani fare colazione, lasciando Arnold da solo con la donna misteriosa. L’uomo presto si accorge che la donna è Irena, una sua vecchia modella, che continua a parlare di sé come se fosse già morta. I due chiacchierano e Irena gli spiega che posare per lui è stata un’esperienza in qualche modo simile alla morte, dato che Arnold le ha “rubato” l’anima per intrappolarla nel suo capolavoro, la scultura Resurrezione. Anche Arnold confessa di non essere più stato lo stesso dopo l’esperienza artistica che hanno condiviso: nonostante il fatto che Resurrezione lo abbia reso uno scultore celebrato in tutta Europa, anche lui si sente in qualche modo morto, come Irena. La conversazione prende una piega inquietante quanto Irena confessa di portare sempre con sé un coltello e di aver ucciso tutti i suoi amanti dopo aver posato per Arnold e di avere anche ucciso tutti i figli che ha messo al mondo, a volte mentre le erano ancora in grembo. La donna invita l'artista a raggiungerla in cima alla montagna e rinunciare all'idea della crociera. Maia, di ritorno da Ulfheim, chiede al marito di rinunciare al giro in barca per scalare la montagna ed Arnold accetta.
Secondo atto
Maia trova il marito accanto a un ruscello dopo aver passato la mattinata con Ulfheim e la coppia torna a parlare della loro felicità domestica. Arnold confessa di essersi stancato di lei e di voler vivere con Irena, dato che solo la modella può far sgorgare nuovamente la sua vena creativa. Maia lo incoraggia a fare come meglio crede e arriva a suggerire che potrebbero vivere tutti e tre insieme finché non avrà trovato un altro posto in cui vivere. Irena si avvicina ai tre e Maia incoraggia il marito a parlare. Rimasti soli, modella e artista gettano petali nelle acque del ruscello mentre ricordano con nostalgia il loro sodalizio artistico. Per quanto Arnold abbia precedentemente negato di aver avuto rapporti sessuali con Irena - ritenendo infatti che il sesso avrebbe guastato la collaborazione artistica - rimasto solo con la donna, l'artista comincia a ricordare un episodio speciale con Irena. La donna estrae il pugnale e si prepara a colpirlo, ma è costretta a rinfoderare l'arma quando Arnold si gira. L'artista le chiede di andare a vivere con lui e di lavorare di nuovo insieme, ma Irena gli spiega che sarebbe impossibile portare nuova linfa al loro rapporto anche se è disposta a fare un tentativo. Maria ritorno con Ulfheim e i quattro si preparano per la caccia all'orso.
Terzo atto
Nel capanno da caccia sulla cima della montagna, Maia e Ulfheim litigano per le avances che l'uomo le ha appena fatto. Maia vuole immediatamente tornare all'hotel, ma Ulfheim l'avverte che il sentiero è troppo pericolo perché lei lo possa percorrere da sola senza rischiare la vita. Intanto Arnold ed Irena li raggiungono e il cacciatore è sorpreso di vedere che ce l'abbiano fatta da soli, dato che il sentiero è così difficile da percorrere. Ulfheim li avverte che una tempesta si avvicina e accetta di riportare Maia all'hotel, oltre a suggerire ad Arnold e Irena di restare al sicuro nel capanno finché non tornerà con gli aiuti. Irena non vuole essere salvata però, perché crede che la suora la farà internare in un ospedale psichiatrico e tenta quindi di uccidersi con il suo pugnale. Arnold la ferma e la donna confessa di avere provato a ucciderlo prima, ma di essersi fermata dopo aver realizzato che l'uomo era già morto. Gli spiega che l'amore che li legava durante la vita terrena è ormai morto in entrambi, ma Arnold le fa notare che sono entrambi liberi e possono provare a vivere appieno. Irena accetta a condizione che i due salgano al di sopra delle nuvole della tempesta che si avvicina, scalando la montagna per essere simbolicamente sposati dai raggi del sole. Mentre si sente la voce di Maia che canta in lontananza, Arnold e Irena si inerpicano sulla montagna, ma vengono travolti e uccisi da una valanga. La suora, che ha seguito Irena di nascosto, assiste inorridita e impotente alla scena. Dopo un momento di silenzio, la suora benedice i due amanti morti, mentre la canzone di Maia riecheggia nell'aria.

## Rappresentazioni
Presentato in forma di lettura il 16 dicembre 1899 all'Haymarket Theatre di Londra, la prima messa in scena è stata il 26 gennaio 1900 al Königliches Hoftheater di Stoccarda. 
La prima in Italia, con il titolo Quando noi morti ci destiamo, è stata il 2 maggio 1900 al Teatro Manzoni di Milano dalla Compagnia De Sanctis, con Alfredo De Sanctis (Arnold Rubek), Gemma De Sanctis (Maia Rubek), Alda Borelli (Irena), Peppino Sequi (Ulfheim).